# Christian Campbell
Christian Bethune Campbell (Toronto, 12 maggio 1972) è un attore e fotografo canadese naturalizzato statunitense.

## Biografia
Nato a Toronto, Ontario, figlio di Marnie Neve, istruttrice di yoga e psicologa di Amsterdam, e Gerry Campbell, scozzese immigrato in Canada. Proviene da una famiglia di attori; la madre ha recitato in teatro a Guelph mentre il padre è un insegnante di recitazione. I nonni materni di Campbell hanno lavorato in una compagnia teatrale olandese ed anche i suoi nonni paterni erano interpreti. La sorella Neve Campbell e il fratello Alex Campbell hanno seguito le orme di famiglia. Ha un altro fratello, Damian McDonald, nato dal secondo matrimonio della madre. Da parte di madre, Campbell discende da ebrei sefarditi immigrati nei Paesi Bassi e convertiti al cattolicesimo.
I genitori di Campbell divorziarono quando aveva tre anni, e lui e sua sorella Neve hanno vissuto con il padre, che ha ottenuto la loro custodia. Frequenta la Claude Watson School for the Arts di Toronto ed inizia a recitare giovanissimo, debuttando in un episodio di Degrassi Junior High.

### Carriera
Dopo aver recitato nella serie televisiva I ragazzi di Malibu, Campbell diviene popolare per il ruolo del timido Gabriel nella commedia romantica a tematica gay Trick. Dal 2000 al 2008 ha prestato la voce al protagonista della serie animata Max Steel e ad altri film d'animazione tratti dalla serie.
Nel 2001 recita in teatro in Reefer Madness al fianco di Kristen Bell. Ha anche recitato nell'adattamento televisivo di Showtime Reefer Madness: The Movie Musical, del 2005. Nel 2010 interpreta il ruolo dell'attivista politico Ralph Reed nel film Il gioco dei soldi con Kevin Spacey.
Campbell è anche un fotografo e pubblica i suoi lavori sul suo sito personale. Ha lavorato come produttore e regista della serie di concerti documentario intitolati Live from Gramercy Park. Nel corso della sua carriera ha partecipato a numerose produzioni televisive, tra cui The $treet, La valle dei pini, The Book of Daniel e la seconda stagione di True Detective.

### Vita privata
Dal 2001 al 2003 è stato sposato con l'attrice Erin Matthews. Nel 2009, sul set del film Neighbor incontra l'attrice America Olivo. Nello stesso anno la coppia si sposa sul lago di Como, in Italia. Il 12 gennaio 2012 nasce la loro prima figlia Indira Rose Campbell, ma tre giorni dopo la bambina muore a causa della sindrome di Edwards.  Dopo aver affrontato i loro problemi di infertilità, i coniugi Campbell hanno deciso di diventare portavoce della BabyQuest Foundation, un'organizzazione benefica che si è dedicata ad aiutare le coppie e/o gli individui attraverso trattamenti di fertilità avanzate, come donazione di ovuli, donazione di embrioni e la maternità surrogata.
Campbell è diventato un cittadino degli Stati Uniti nel 2008 e ha conseguito il passaporto per il Canada, il Regno Unito e Stati Uniti.

## Filmografia parziale

### Cinema
- Too Smooth (Hairshirt), regia di Dean Paras (1998)
- Next Time, regia di Alan L. Fraser (1998)
- Trick, regia di Jim Fall (1999)
- Cold Hearts, regia di Robert A. Masciantonio (1999)
- Angels!, regia di Rico Martinez (2000)
- One Night, regia di Michael Knowles (2007)
- The Betrayed, regia di Amanda Gusack (2008)
- Neighbor, regia di Robert A. Masciantonio (2009)
- Il gioco dei soldi (Casino Jack), regia di George Hickenlooper (2010)
- Immortal Island, regia di Joe Knee (2011)
- The Trouble with Bliss, regia di Michael Knowles (2011)
- Time of Death, regia di Frédéric D'Amours (2013)
- Darkroom, regia di Britt Napier (2013)
- Among Ravens, regia di Russell Friedenberg e Randy Redroad (2014)

### Televisione
- Degrassi Junior High – serie TV, 1 episodio (1990)
- Più grande dell'amore (City Boy) – film TV (1993)
- TekWar – serie TV, 4 episodi (1995-1996)
- I ragazzi di Malibu (Malibu Shores) – serie TV, 10 episodi (1996)
- Settimo cielo (7th Heaven) – serie TV, 1 episodio (1996)
- La maledizione di Sarah (I've Been Waiting for You) – film TV (1998)
- L'amore rubato (Cruel Justice) – film TV (1999)
- The $treet – serie TV, 12 episodi (2000-2001)
- La valle dei pini (All My Children) – soap opera, 9 episodi (2004-2005)
- Reefer Madness: The Movie Musical – film TV (2005)
- The Book of Daniel – serie TV, 8 episodi (2006)
- CSI: NY – serie TV, 1 episodio (2007)
- Ghost Whisperer - Presenze (Ghost Whisperer) – serie TV, 1 episodio (2008)
- NCIS - Unità anticrimine (NCIS) – serie TV, episodio 6x04 (2008)
- Due vite per amore (You Belong to Me) – film TV (2008)
- CSI: Miami – serie TV, 1 episodio (2010)
- Warehouse 13 – serie TV, 1 episodio (2010)
- Law & Order - Unità vittime speciali (Law & Order: Special Victims Unit) – serie TV, episodi 12x15, 26x21 (2011, 2025)
- Big Love – serie TV, 8 episodi (2011)
- Supernatural – serie TV, 1 episodio (2013)
- Elementary – serie TV, 1 episodio (2013)
- White Collar – serie TV, 1 episodio (2013)
- Haven – serie TV, 2 episodi (2013)
- Costretto al silenzio (An Amish Murder), regia di Stephen Gyllenhaal – film TV (2013)
- Una "reunion" di famiglia (Star Spangled Banners) – film TV (2013)
- Mohawk Girls – serie TV, 6 episodi (2014)
- The Mysteries of Laura – serie TV, 1 episodio (2015)
- Capelli ribelli (Bad Hair Day), regia di Erik Canuel – film TV (2015)
- True Detective – serie TV, 3 episodi (2015)
- The Good Fight - serie TV, episodio 1x03 (2017)
- Blue Bloods - serie TV, episodio 8x09 (2017)
- Chicago Med - serie TV, episodio 4x06 (2018)
- FBI: Most Wanted - serie TV, episodio 3x13 (2022)
- Law & Order - I due volti della giustizia (Law & Order) - serie TV, episodio 21x08 (2022)

## Doppiatori italiani
Nelle versioni in italiano delle opere in cui ha recitato, Christian Campbell è stato doppiato da:
- Edoardo Stoppacciaro in True Detective, Blue Bloods
- Massimo De Ambrosis in The Betrayed, Law & Order - Unità vittime speciali (ep. 26x21)
- Alessandro Quarta in CSI: NY
- Marco Vivio in Ghost Whisperer - Presenze
- Fabrizio Picconi in NCIS - Unità anticrimine
- Giuliano Bonetto in CSI: Miami
- Patrizio Cigliano in Elementary
- Emiliano Coltorti in White Collar
- Christian Iansante in Supernatural
- Carlo Scipioni in Capelli ribelli
- Francesco Trifilio in Il gioco dei soldi
- Davide Perino in I ragazzi di Malibu
- Roberto Certomà in FBI: Most Wanted